# Piotr Malishev
Piotr Fiódorovich Malishev (en ruso: Пётр Фёдорович Ма́лышев; Seleznevo, Imperio ruso, 28 de agosto de 1898 – Moscú, Unión Soviética, 10 de diciembre de 1972) fue un oficial militar soviético que luchó en las filas del Ejército Rojo durante la Segunda Guerra Mundial.

## Biografía

### Infancia y juventud
Piotr Malishev nació el 28 de agosto de 1898 en Seleznevo, una pequeña localidad rural en el Uyezd Pereslavsky de la gobernación de Vladímir —actualmente situado en el raión de Pereslavl del óblast de Yaroslavl en Rusia—, entonces parte del Imperio ruso. De octubre de 1913 a enero de 1917 estudió en el Seminario de Maestros de Petrovskoi.
El 4 de febrero de 1917, durante la Primera Guerra Mundial, ingresó en la Escuela Militar de Alexandrovskоye como junker, donde tomó un curso en la sección especial de ametralladoras de la escuela. El 17 de marzo prestó juramento de lealtad al Gobierno provisional ruso y el 26 de mayo recibió el rango de unter-ofitser. El 1 de junio, después de graduarse en la escuela, fue ascendido a práporshchik por antigüedad y asignado al 197.º Regimiento de Fusileros de Reserva como oficial subalterno de la 14.ª compañía. En agosto fue enviado al Frente Noroeste, donde se desempeñó como jefe del destacamento de ametralladoras del 480.º Regimiento de Fusileros Danilovsky de la 120.ª División de Fusileros. Después del final de la guerra, en 1918, fue desmovilizado y, en febrero, comenzó a trabajar como auxiliar de taquilla en la estación Berendeyevo del ferrocarril de Yaroslavl.
En marzo de 1919, durante la Guerra civil rusa, se unió al Ejército Rojo y fue enviado a la 7.ª División de Fusileros, con la que se desempeñó como jefe del destacamento de ametralladoras de los 30.º y 58.º Regimientos de Fusileros. La división fue enviada al Frente Oriental como parte del 2.º Ejército, donde luchó contra las tropas blancas del almirante Aleksandr Kolchak en batallas en el área de Vótkinsk y en la captura de Vótkinsk e Izhevsk. En el verano de 1919, la división fue enviada al Frente Sur, donde luchó contra las Fuerzas Armadas del Sur de Rusia en el área de Oboyan y Sudzha. En el otoño, la división luchó en la operación Orel-Kursk y en la captura de Dmitrovsk y en enero de 1920 tomó parte en la supresión de la resistencia antisoviética en el área de Glukhov, Putivl y Konotop. En abril, Malishev fue nombrado subcomandante de Estado Mayor del 58.° Regimiento de Fusileros, unidad con la que combatió en la guerra polaco-soviética en el frente occidental y luego en la represión de las fuerzas de Stanisław Bułak-Bałachowicz en el área de Óvruch y de la Majnóvschina en la gobernación de Poltava. Por distinguirse durante estas batallas, Malishev recibió la Orden de la Bandera Roja en mayo de 1920.

### Periodo de entreguerras
Después del final de la guerra, Malishev continuó sirviendo en la 7.ª División de Fusileros en el Distrito Militar de Ucrania en Chernígov y Nezhin como asistente del comandante del personal del 58.º Regimiento de Fusileros, luego como comandante de batallón en el 20.º Regimiento de Fusileros, posteriormente como jefe de la escuela divisional para comandantes subalternos, desde octubre de 1924 como subjefe de la sección de operaciones del Estado Mayor de la división, desde abril de 1926 como subcomandante de apoyo logístico del 19.º Regimiento de Fusileros y, finalmente, desde octubre de 1927 como jefe de la sección de operaciones del Estado Mayor de la división. Durante este período, entre agosto de 1922 y septiembre de 1923, completó los cursos de entrenamiento avanzado de Tiro y Táctica para el personal de comando del Ejército Rojo, conocidos de forma coloquial como «curso Vystrel». Entre 1926 y 1927, junto con la división, luchó en la represión de las fuerzas antisoviéticas en Ucrania. En agosto de 1929 volvió al curso de Vystrel y después de graduarse en mayo de 1930 regresó a la división, ahora acantonada en el Distrito Militar del Volga.
Se desempeñó como jefe del Estado Mayor de la división hasta abril de 1931, cuando fue trasferido a la 34.º División de Fusileros como jefe adjunto del Estado Mayor. En marzo de 1934 asumió el puesto de comandante del 210.º Regimiento de Fusileros de la 70.ª División de Fusileros y se graduó en el departamento de correspondencia de la Academia Militar Frunze en 1935. En junio de 1937, durante la Gran Purga, fue arrestado, expulsado del ejército y puesto bajo investigación. Fue liberado en febrero de 1940, reincorporado al ejército y puesto a disposición de la Dirección de Personal del Ejército Rojo mientras esperaba su asignación a un nuevo puesto. En abril fue nombrado subcomandante de la 64.ª División de Fusileros del Distrito Militar de Kalinin, que fue transferido al Distrito Militar Especial Occidental. A principios de junio de 1941, pasó a comandar la 3.ª Brigada de Fusileros de Reserva en Smolensk.

### Segunda Guerra Mundial
A inicio de la invasión alemana de la Unión Soviética, el 22 de junio, continuaba al mando de la brigada. El 13 de julio fue nombrado comandante de la 64.ª División de Fusileros, pero no asumió el mando de la unidad y se le encomendó la defensa de la ciudad de Smolensk como jefe de la guarnición de la ciudad. Después de que la ciudad cayera ante el avance alemán, fue arrestado y puesto bajo investigación hasta marzo de 1942, cuando fue puesto en libertad por falta de pruebas y quedó a disposición del Consejo Militar del Frente Oeste.
El 20 de abril de 1942, fue nombrado subcomandante de la 238.ª División de Fusileros, pero en realidad no asumió este puesto y, en cambio, asumió el mando temporal de la 217.ª División de Fusileros el 3 de mayo. Lideró la división en posiciones de defensa en la orilla este del Ugrá cerca de Pávlovo como parte del 49.º Ejército del frente. El 20 de agosto, la división entregó su sector a la 194.ª División de Fusileros y se unió al 16.º Ejército. Después de desplazarse hasta la región de Sukhinichi, sus unidades entraron en batallas defensivas contra los ataques de la 134.ª División de Infantería y la 17.ª División Panzer alemanas, encargadas de eliminar la amenaza del avance alemán sobre Kozelsk y Sukhinichi. Mediante acciones decisivas, infligieron grandes pérdidas a las fuerzas alemanas y las obligaron a retirarse a la orilla sur del Zhizdra.

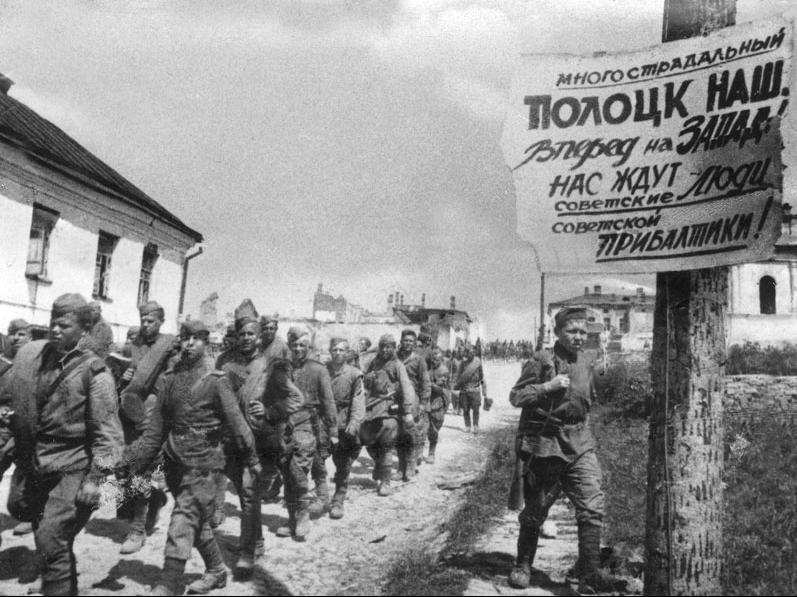
Soldados soviéticos entrando en la recién liberada ciudad de Pólatsk (Bielorrusia), el cartel en primer plano celebra la reconquista de la ciudad e insta a la liberación del Báltico de la ocupación nazi

En octubre, se le encomendó el puesto de subcomandante del 16.º Ejército, durante el cual luchó en fuertes batallas defensivas en el ala izquierda del Frente Oeste en el área de Sujinichi. El 3 de mayo de 1943 fue nombrado comandante interino del 8.º Cuerpo de Fusileros de la Guardia, integrado en el 11.º Ejército de Guardias, bajo su mando el cuerpo luchó en la operación Kutúzov, la ofensiva de Briansk y la ofensiva de Gorodok, en el curso de estas operaciones ofensivas sus tropas liberaron las localidades rusas de Karáchev y Garadok. Por el «hábil comando» del cuerpo en estas operaciones, Malishev recibió la Orden de Lenin el 27 de agosto.
El 30 de diciembre de 1943 asumió el mando del 4.º Ejército de Choque, puesto que conservaría hasta el final de la guerra. Sus tropas entraron en la región al suroeste de Vtebsk a finales de 1943, donde se pusieron a la defensiva. En el verano de 1944, el ejército luchó en la operación Bagratión (que supuso la liberación de Bielorrusia) y la ofensiva del Báltico. Malishev se distinguió especialmente por su liderazgo del ejército durante la ofensiva de Polotsk. Actuando en la dirección principal del Primer Frente Báltico, las tropas del ejército rompieron las defensas fortificadas alemanas, destruyeron elementos del 16.º Ejército alemán y llegaron al área al noroeste de Pólotsk. En la segunda mitad de 1944, el ejército, como parte sucesivamente de los Segundo y Primer Frentes Bálticos, luchó en la ofensiva Rezhitsa-Dvinsk, la ofensiva de Riga y la batalla de Memel y posteriormente bloqueó a los restos del Grupo de Ejércitos Norte en la Bolsa de Curlandia, hasta el final de la guerra.

## Posguerra
En octubre de 1945, después del final de la guerra, fue puesto a disposición de la Dirección General de Personal. En marzo de 1946 se matriculó en los Cursos Académicos Superiores de la Academia Militar del Estado Mayor de las Fuerzas Armadas de la URSS, curso que completó en junio de 1947. Después de graduarse fue nombrado subcomandante en jefe del Distrito Militar de Bielorrusia para el personal. Se desempeñó como jefe de Estado Mayor y primer comandante en jefe adjunto del distrito desde noviembre de 1948. En marzo de 1950 fue trasladado para ocupar el mismo puesto al Distrito Militar de Siberia Oriental y, en julio de 1953, al Distrito Militar de los Urales del Sur. En septiembre de 1953, fue nuevamente puesto a disposición de la Dirección General de Personal, luego fue nombrado subcomandante en jefe del Distrito Militar del Volga para la defensa aérea en enero de 1955.
Se retiró del servicio activo el 4 de marzo de 1959 y murió en Moscú el 10 de diciembre de 1972.

## Promociones
- Coronel (24 de diciembre de 1935)
- Mayor general (14 de octubre de 1942)
- Teniente general (14 de noviembre de 1943).[3]

## Condecoraciones
A lo largo de su carrera militar, Piotr Malishev fue galardonado con las siguientes condecoraciones.
|  | Orden de Lenin, dos veces (27 de agosto de 1943 y 21 de febrero de 1945)                  |
|  | Orden de la Bandera Roja, tres veces (1920, 3 de noviembre de 1944 y 20 de junio de 1949) |
|  | Orden de Kutúzov de 1.er grado (30 de julio de 1944)                                      |
|  | Orden de Suvórov de 2.do grado, dos veces (9 de abril de 1943 y 26 de julio de 1944)      |
|  | Orden de la Estrella Roja (21 de octubre de 1968)                                         |
|  | Medalla del 20.º Aniversario del Ejército Rojo de Obreros y Campesinos                    |
|  | Medalla por la Victoria sobre Alemania en la Gran Guerra Patria 1941-1945 (1945)          |
|  | Medalla del 30.º Aniversario de las Fuerzas Armadas de la URSS                            |
|  | Comandante de la Orden del Imperio Británico (Reino Unido, 1944)                          |